# Thury (Yonne)
Thury település Franciaországban, Yonne megyében. Lakosainak száma 426 fő (2022. január 1.). Thury Lain, Lainsecq, Saints-en-Puisaye, Sougères-en-Puisaye és Treigny-Perreuse-Sainte-Colombe községekkel határos.

## Népesség
A település népessége az elmúlt években az alábbi módon változott:
| Lakosok száma | 449  | 442  | 448  | 439  | 439  | 439  | 442  | 434  | 426  |
|               | 2013 | 2015 | 2016 | 2017 | 2018 | 2019 | 2020 | 2021 | 2022 |